# Bogø
Cet article possède un paronyme, voir Bogo.
Bogø est une île du Danemark située au nord de l'île de Falster.

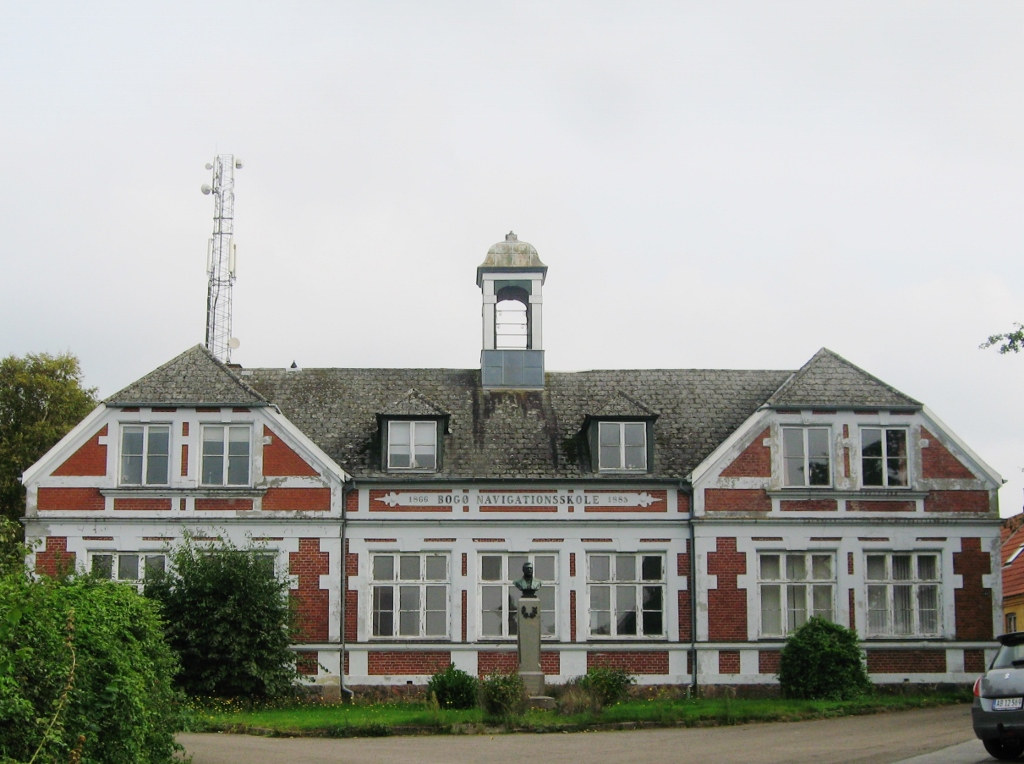
Bogø, L'école de Navigation (1885)